# Grave

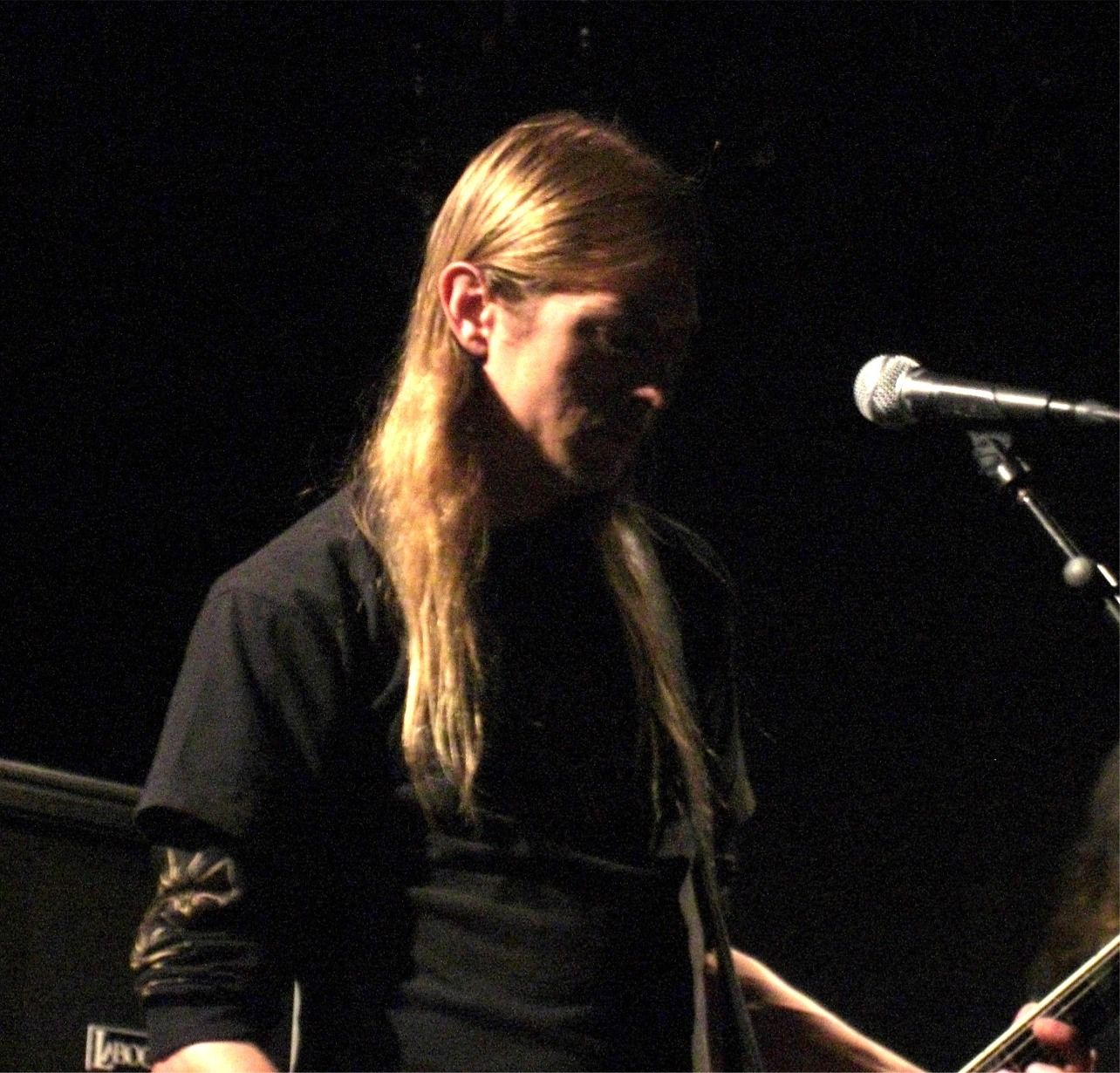
Ола Линдгрен, вокалист и гитарист. Klubben 2008

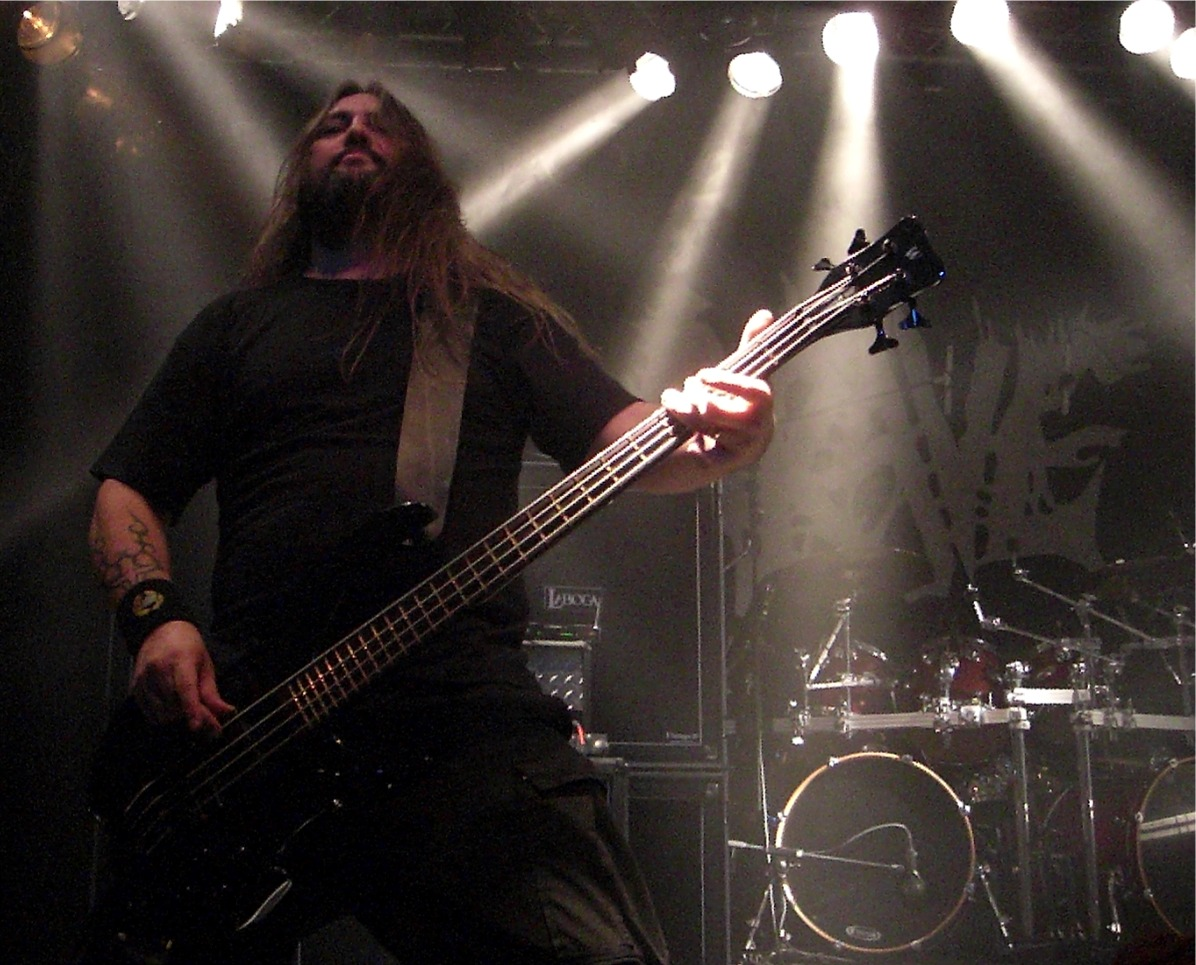
Фредрик Исаксон, основатель группы и бас-гитарист. Klubben 2008

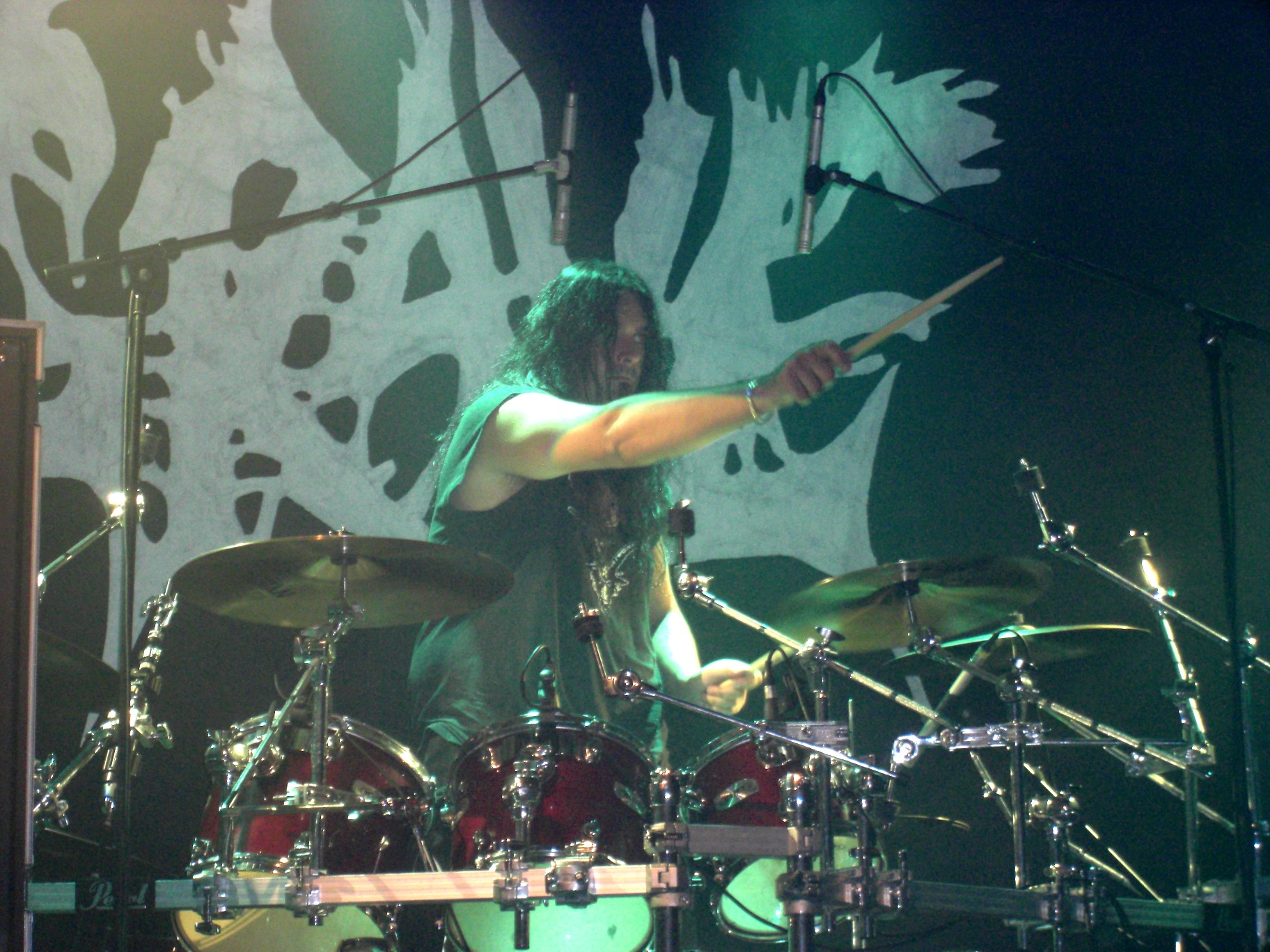
Ронни Бергерстал, барабанщик. Klubben 2008

Grave (с англ. — «могила») — шведская дэт-метал-группа, основанная в 1986 году в Висбю, Швеции. Группа добилась особого успеха в начале 1990-х годов, и их первые четыре альбома, Into the Grave, You'll Never See..., Soulless и Hating Life, закрепили за ними репутацию одной из ведущих шведских дэт-метал-групп. В 1997 году группа Grave взяла перерыв, но через два года вернулась. С тех пор они выпустили ещё семь альбомов, в общей сложности одиннадцать студийных альбомов. Наряду с Dismember, Entombed и Unleashed,  группа Grave входит в «большую четвёрку шведского дэт-метала».

## История
Первоначальное у команды было название «Corpse», которое впоследствии было изменено на Grave в 1988 году. За период с 1986—1991 годов были записаны различные демозаписи, включая несколько синглов. Первый полноформатный альбом Into the Grave вышедший в 1991 году, стал классикой дэт-метала и визитной карточкой «шведского дэт-метала». После выпуска дебютного альбома команда отправилась в тур по Европе и США.
В 1992 году вышел второй альбом You’ll Never See…, который является продолжением выработанного стиля первого альбома, но, несмотря на все успехи и достижения, басист Йонас Торндал покинул команду в результате напряжённости во время тура. После неудачных попыток найти замену было принято решение, что команда будет представлять собой трио. Европейский тур был проведен совместно с Dismember и хэдлайнерами Morbid Angel.

## Дискография

### Студийные альбомы
- Into the Grave (1991)
- You’ll Never See… (1992)
- Soulless (1994)
- Hating Life[англ.] (1996)
- Back from the Grave (2002)
- Fiendish Regression (2004)
- As Rapture Comes[англ.] (2006)
- Dominion VIII (2008)
- Burial Ground[англ.] (2010)
- Endless Procession of Souls[англ.] (2012)
- Out of Respect for the Dead (2015)

### EP и синглы
- «Tremendous Pain» (1991)
- ...And Here I Die... Satisfied[англ.] (1993)
- Morbid Ascent (2013)

### Концертные альбомы
- Extremely Rotten Live[англ.] (1997)

### Дополнительные бокс сеты
- Morbid Ways to Die (2003)

### DVD
- Enraptured (2006)

## Состав

### Текущий состав
- Ола Линдгрен — гитара (1988—1996, 2001—настоящее время), вокал (1995—1996, 2001—настоящее время), бас-гитара (1995—1996), бэк-вокал (1988—1995, 2024—настоящее время)
- Йенс «Дженса» Полссон  — ударные (1988—1996, 2001—2002, 2024—настоящее время)
- Йорген Сандстрём[англ.] — вокал (1988—1995, 2008, 2024—настоящее время), гитара (1988—1992), бас-гитара (1992—1995, 2024—настоящее время)
- Йонас Торндал — бас-гитара (1988—1992, 1996), гитара (2001—2008, 2024—настоящее время)

### Бывшие участники
- Магнус Мартинссон — гитара (2008—2011)
- Фредрик «Фреддан» Исакссон[англ.] — бас-гитарист (2001—2010)
- Пелле Экбергрен — ударные (2002—2006)
- Ронни Бергерсталь — ударные (2006—2017)
- Тобиас Кристианссон — бас-гитара, бэк-вокал (2010—2024)
- Мика Лагрен — гитара (2011—2024)
- Томас Лагрен — ударные (2018—2024)